# بيتر درير
بيتر درير (بالألمانية: Peter Dreher)‏ هو مصمم جرافيك وأستاذ جامعي ورسام ألماني، ولد في 26 أغسطس 1932 في مانهايم في ألمانيا.